# Anthonie Rouwenhorst Mulder

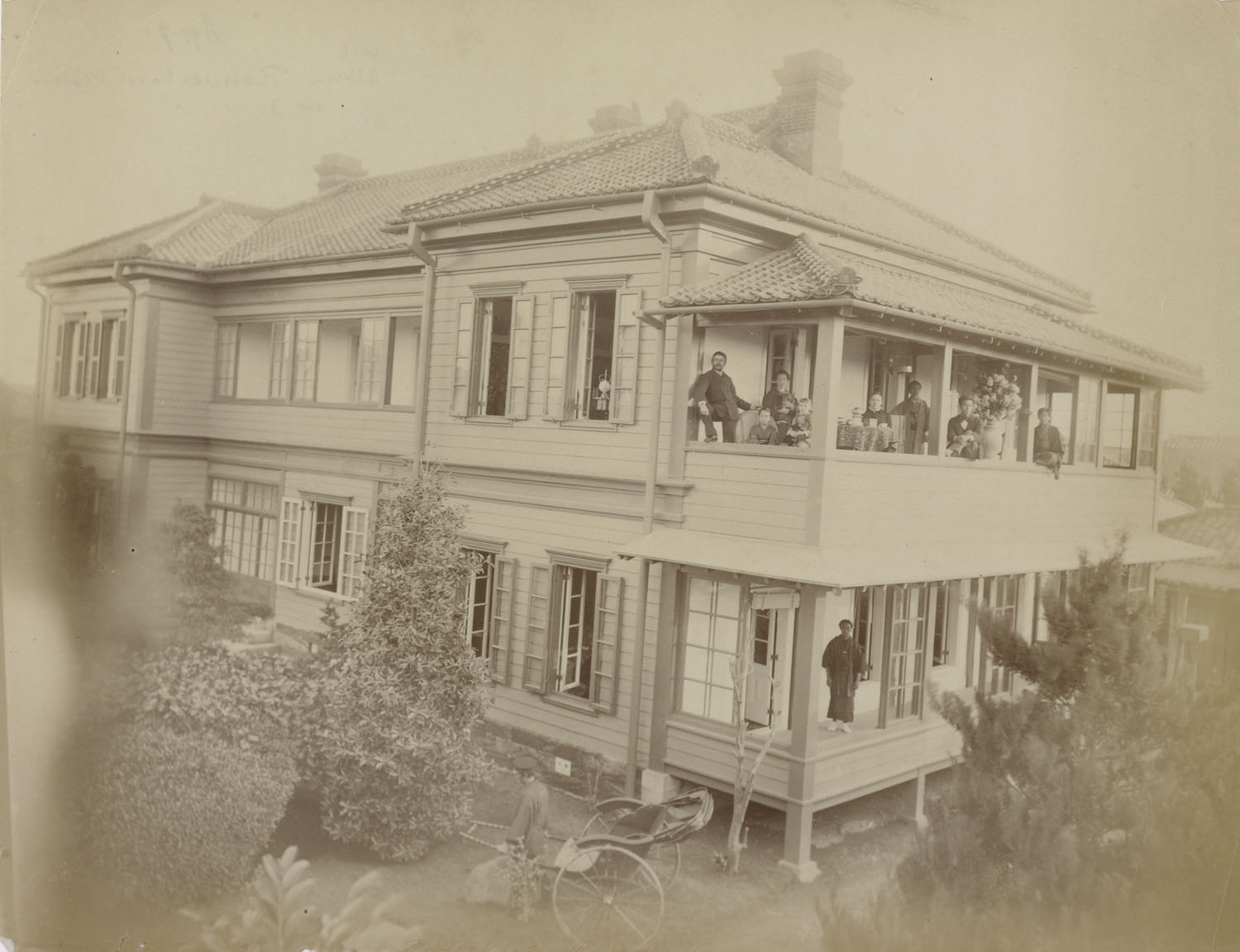
La maison (supposée) de Mulder au Japon.

Anthonie Rouwenhorst Mulder (28 avril 1848 - 6 mars 1901) est un ingénieur néerlandais spécialisé dans le génie hydraulique qui fut conseiller étranger au Japon durant l'ère Meiji.

## Biographie
Fils d'un marchand de tabac, Mulder est né à Leyde en 1848. Il obtient son diplôme d'ingénieur civil en 1872 de l'établissement qui deviendra l'université de technologie de Delft.
Après ses études, Mulder devient superviseur de la gestion de l'eau de la rivière Waal à Herwijnen. Mais après seulement un an de service, il est invité par le prince Henri d'Orange-Nassau, fils du roi Guillaume II, à partir établir un comptoir commercial à l'entrée nord du canal de Suez près de Port-Saïd en Égypte. Bien que ses proches lui déconseillent d'accepter, Mulder part pour l'Égypte où il réside d'août 1873 à août 1876, et fait construire la maison principale, un entrepôt, un hangar à charbon, une remise de marchandises, des résidences de service, deux quais et les fondations d'un réservoir d'eau ainsi qu'un hôtel. Le comptoir commercial est une réussite économique mais son développement est stoppé par la mort soudaine du prince Henri en 1876.
Mulder rentre ensuite aux Pays-Bas où il construit le canal Change à La Haye, ainsi qu'un tramway à vapeur à Haarlem.
Multer est ensuite recruté par le gouvernement japonais fin 1879. Il est chargé d'améliorer le cours de plusieurs fleuves comme le Tone-gawa, le Kinu-gawa, le Fuji-kawa, le Yodo-gawa et le Sumida-gawa. Il devient cependant connu au Japon comme spécialiste de la refonte et l'amélioration des ports. En plus de celui de Tokyo, dont l'accès était entravé par de grands bancs boueux, il travaille également à Okayama, Hiroshima, Hachinohe et Shimonoseki. D'autres Néerlandais travaillent également au Japon à la même époque comme Cornelis Johannes van Doorn, Johannis de Rijke et George Arnold Escher.
À l'expiration de son contrat en 1890, il retourne aux Pays-bas et conçoit un système de lignes de tramway à vapeur à Nimègue où il meurt en 1901.